# Levensteiniella
Levensteiniella is een geslacht van borstelwormen uit de familie Polynoidae. Het geslacht is in 1985 opgericht door Marion H. Pettibone, die toen de nieuwe soort Levensteiniella kincaidi beschreef. Deze borstelworm komt voor bij black smokers, hydrothermale bronnen in de oostelijke Stille Oceaan, meer bepaald in de Galapagos rift en de Oost-Pacifische Rug op een diepte van ongeveer 2500 meter en meer. De specimens van de soort waren in 1979 en 1982 verzameld met de onderzeeboot Alvin van het Amerikaanse Woods Hole Oceanographic Institute (met Robert Ballard).
Het geslacht is genoemd naar Raisa J. Levenstein voor haar bijdragen over de kennis van diepzee-borstelwormen.

## Soorten
- Levensteiniella intermedia Pettibone, 1990
- Levensteiniella iris Hourdez & Desbruyères, 2003
- Levensteiniella kincaidi Pettibone, 1985
- Levensteiniella manusensis Wu & Xu, 2018
- Levensteiniella plicata Hourdez & Desbruyères, 2000
- Levensteiniella raisae Pettibone, 1989
- Levensteiniella undomarginata Zhang, Chen & Qiu, 2018